# 168. pr. Kr.
◄ | 3. stoljeće pr. Kr. | 2. stoljeće pr. Kr. | 1. stoljeće pr. Kr. | ►
◄ | 190-ih pr. Kr. | 180-ih pr. Kr. | 170-ih pr. Kr. | 160-ih pr. Kr. | 150-ih pr. Kr. | 140-ih pr. Kr. | 130-ih pr. Kr. | ►
◄◄ | ◄ | 171. pr. Kr. | 170. pr. Kr. | 169. pr. Kr. | 168 pr. Kr. | 167. pr. Kr. | 166. pr. Kr. | 165. pr. Kr. | ► | ►►
Astronomija

## Događaji
- Bitka kod Pidne; Rim pobjeđuje i dijeli Makedoniju, čime završava Treći rimsko-makedonski rat koji je trajao od 171. pr. Kr.

## Vanjske poveznice
|  | Zajednički poslužitelj ima još gradiva o temi 171. pr. Kr. |